# Rachel Dieraert
Rachel Dieraert (1974) is een Nederlandse schilderes. 
Zij wordt gerekend tot de vierde generatie van de Groep van de figuratieve abstractie, ook bekend als 'De Groep', en tot het Noordelijk realisme. Ze woont en werkt afwisselend in Amsterdam en in Uithuizen (Groningen).

## Opleiding
Dieraert studeerde aan de Academie Minerva in Groningen, waar ze les kreeg van onder anderen Matthijs Röling. Beeldhouwer Eddy Roos heeft met Dieraert als model diverse tekeningen en beelden gemaakt. Hij heeft haar zijn kennis over de arabesk, compositie, gulden snede en beweging van modellen overgedragen.

### Geestverwanten
De stijl van de 'Groep van de figuratieve abstractie', ontwikkeld binnen de Rijksakademie van beeldende kunsten te Amsterdam, dreigde na 1980 verloren te gaan door de 'coup' van de abstracten, zoals die door de figuratieven werd gevoeld. Die stijl werd na 1980 voor de beeldhouwers inderdaad niet meer overgedragen, omdat een docentenplatform daarvoor ontbrak. De figuratieve stijl vond zijn materiële continuïteit echter in Groningen in de personen van Wout Muller en Matthijs Röling. 
Het werk van de Fuji Art Association, met onder anderen Wout Muller en Clary Mastenbroek, heeft invloed gehad op het werk van Dieraert en geestverwanten als Douwe Elias, Sam Drukker en Pieter Pander.

## Overig
In 2002 en 2004 maakte Dieraert met vier andere kunstenaars muurschilderingen in een Boeddhistische tempel in Kataluwa op Sri Lanka. Door een (religieuze) tegenbeweging werden de fresco's echter in een nacht volkomen vernield. 